# Bateria rozpoznania dźwiękowego
Bateria rozpoznania dźwiękowego – pododdział rozpoznania artyleryjskiego, którego podstawowym zadaniem jest określenie celów zdradzających się dźwiękiem o odpowiednim natężeniu. Można ją wykorzystywać również do wstrzeliwania własnej artylerii. Bateria rozpoznania dźwiękowego składa się zazwyczaj z plutonu liniowego, który rozwija placówki dźwiękowe, posterunek uprzedzający i centralę oraz z plutonu rachunkowego opracowującego wyniki pomiarów.